# Condado de Frederick (Virginia)
El condado de Frederick (en inglés: Frederick County) es un condado en el estado estadounidense de Virginia. En el censo de 2000 el condado tenía una población de 59.209 habitantes. Forma parte del área metropolitana de Winchester. La sede de condado es Winchester. El condado fue formado en 1743 a partir de una porción del condado de Orange. Fue nombrado en honor al Príncipe Federico Luis de Hannover, el hijo mayor de Jorge II de Gran Bretaña.

## Geografía
Según la Oficina del Censo, el condado tiene un área total de 1.076 km² (416 sq mi), de la cual 1.074 km² (415 sq mi) es tierra y 3 km² (1 sq mi) (0,24%) es agua. Es el condado más septentrional de Virginia.

### Condados adyacentes
- Condado de Morgan, Virginia Occidental (norte)
- Condado de Berkeley, Virginia Occidental (noreste)
- Condado de Clarke (este)
- Condado de Warren (sur)
- Condado de Shenandoah (suroeste)
- Condado de Hardy, Virginia Occidental (suroeste)
- Condado de Hampshire, Virginia Occidental (oeste)
- Winchester (ciudad independiente, enclave)

### Áreas protegidas nacionales
- Cedar Creek and Belle Grove National Historical Park
- George Washington and Jefferson National Forests

## Demografía
En el  censo de 2000, hubo 59.209 personas, 22.097 hogares y 16.727 familias residiendo en el condado. La densidad poblacional era de 143 personas por milla cuadrada (55/km²). En el 2000 había 23.319 unidades unifamiliares en una densidad de 56 por milla cuadrada (22/km²). La demografía del condado era de 94,99% blancos, 2,62% afroamericanos, 0,16% amerindios, 0,66% asiáticos, 0,02% isleños del Pacífico, 0,56% de otras razas y 1,01% de dos o más razas. 1,70% de la población era de origen hispano o latino de cualquier raza. 
La renta promedio para un hogar del condado era de $46.941 y el ingreso promedio para una familia era de $52.281. En 2000 los hombres tenían un ingreso medio de $35.705 versus $25.046 para las mujeres. La renta per cápita para el condado era de $21.080 y el 6,40% de la población estaba bajo el umbral de pobreza nacional.

## Ciudades y pueblos
| - Albin - Armel - Bartonsville - Brucetown - Burnt Factory - Cedar Grove | - Cedar Hill - Clear Brook - Cross Junction - De Haven - Gainesboro - Gore | - Gravel Springs - Green Spring - Grimes - Hayfield - Indian Hollow - Jordan Springs | - Kernstown - Klines Mill - Leetown - Marlboro - Middletown | - McQuire - Meadow Mills - Mount Pleasant - Mount Williams - Mountain Falls | - Mountain Falls Park - Nain - Opequon - Parkins Mills - Rest | - Reynolds Store - Ridings Mill - Rock Enon Springs - Round Hill - Shawnee Land | - Shockeysville - Siler - Star Tannery - Stephens City - Stephenson | - Vaucluse - Welltown - Whitacre - White Hall - Wilde Acres |

Debido a su estatus como ciudad independiente, Winchester no es parte del condado a pesar de ser la sede de condado.